# ヴェルサイユ即興劇
『ヴェルサイユ即興劇』（ヴェルサイユそっきょうげき、仏語原題： L'Impromptu de Versailles ）は、モリエールの戯曲。1663年発表。ヴェルサイユ宮殿にて同年10月14日初演。

## 登場人物
- モリエール…チンピラ侯爵
- ブレクール…上流紳士
- ラ・グランジュ…チンピラ侯爵
- デュ・クロアジー…詩人
- ラ・トリリエール…うるさい侯爵
- ベジャール…おせっかいな男
- デュ・パルク嬢…気取った侯爵夫人
- ベジャール嬢…貞淑ぶる女
- ド・ブリー嬢…艶っぽい賢女
- モリエール嬢…皮肉な才女
- デュ・クロアジー夫人…甘ったるい悪女
- エルヴェ嬢…才女気取りの召使

本人たちが、自分の役を演じる設定である。そのため、役の名前にそのまま自分たちの名前が与えられている。

## あらすじ
舞台は、ヴェルサイユ宮殿内の劇場。

### 第1～2場
劇団の座長であるモリエールは、国王陛下のお出ましまでの2時間の間に、戯曲の稽古をしようとしている。この戯曲は「(モリエールが)受けた悪口を用いて喜劇を書け」との国王の命を受けて制作されたものであるが、劇団員たちはそれ以外の配役や台詞など、何も知らされていないので戸惑っている。1人ずつに丁寧に割り当てた役を説明し、演技指導などの稽古に取り掛かるモリエールであった。

### 第3～5場
モリエールとラ・グランジュ演じる侯爵が、ぱったり出会うところから劇は始まる。彼らは『女房学校批判』に登場する侯爵は、どちらを描いたものかで言い合いになっている。そこへブレクール演じる侯爵が登場する。彼らはブレクールに言い合いの決着をつけるよう頼むが、ブレクールは「(モリエールの意見として)どちらでもない。モリエールの描いた人物は特定の人物を念頭に置いたものではなく、風俗を描いたものであって、架空の人物に過ぎない」と述べたので、決着はつかなかった。そこへデュ・パルク嬢とモリエール嬢が登場。彼女たちは『女房学校批判』でいえば、クリメーヌとエリーズに当たる役どころである。そこへド・ブリー嬢やデュ・クロアジー夫妻演じる詩人や才女もやってきて、『女房学校』の内容批判で盛り上がるが、ブレクール演じる侯爵だけは唯一モリエールを擁護するのであった。ところがベジャール嬢やド・ブリー嬢が、役から離れて「(モリエール敵対者たちへの)批判の仕方が甘すぎる、もっと手強く、罵詈雑言をぶちまければよい」と、一座員としてモリエールの脚本にケチをつけだした。だがモリエールは「それは売名のために私を批判する相手の思うつぼで、相手を喜ばせるだけに過ぎない」とそれに応え、再び稽古を再開しようとしたが、そこで国王陛下がやってきてしまった。稽古の途中であったが、仕方なく打ち切り、あとは各々上手くやるように言うモリエールであった。

### 第6～11場
ところが稽古が万全でないため、女優たちが心配になって震えだした。モリエールは国王陛下にしばらくの猶予を願い、女優たちを叱りつけるが、まるで効果がなく、いつまで経っても上演を始められない。結局、国王陛下のご慈悲によって、今日のところは何を演じてもよいことになったのだった。国王陛下に御礼を述べに向かうモリエールであった。

## 成立過程
1662年公開の『女房学校』を巡って勃発した論争「喜劇の戦争」において、モリエールは2つの作品を公開した。本作は1663年6月に公開された『女房学校批判』に次ぐ、2作品目である。 
モリエールは『女房学校批判』で批判に応え、それでもなお批判は治まらなかった。再びジャン・ドノー・ド・ヴィゼやブールソーに攻撃されたため、本作を制作し、再び反駁したのである。本作の上演後も、なおもヴィゼをはじめとする敵対者の批判は続いたが、モリエールはこれ以後の批判には応じなかった。1664年3月に「喜劇の戦争」は終結している

## 解説
主張している内容は『女房学校批判』と同様だが、モリエールがこの作品を「対話形式での論説」と述べているように、劇としての動きはほとんどなく、専ら論議によって話が展開していくのに対して、本作は通常の劇とほぼ変わらない。
ここで、本作の中から明らかな敵対者に対する批判の記述を見ていく。本作品を公開する少し前に、ブールソーは『画家の肖像』においてモリエールを攻撃しているが、モリエールはブールソーを『女房学校批判』に続いて、本作の第5場でも「ぼんくら作者」と扱き下ろし、さらに以下のように批判した:

ド・ブリー嬢:でも、私ならあのへなちょこ先生を芝居にして見せますわ。誰もあの人のことなんか考えてもいないのに、当たり散らしているんですもの。

モリエール:どうかしてるぜ？あんたは！ブールソー先生なんかを種にして宮中のご機嫌が取り結べるものか！どうしたらあの先生をおかしな人物にできるか、ちょっと伺いたいものだね！あれを舞台に上げて揶揄することができたら、お客を笑わせるだけで本人は満足だろうよ。高貴な人々の前であの先生が演じられたら、面目が立ちすぎるぜ、それこそ願ったり叶ったりだろう！手段を選ばずに楽して有名になろうと思って、喜んで私を攻撃するんだ。あの先生は何も損はしないのだ。(中略)もし、何か彼らの儲けになるなら、私は喜んで、私の作品も姿かたちも(略)そっくり渡してやろう。その代わりに(略)彼らの喜劇で私の人身攻撃に渡るような問題に触れてもらいたくないのだよ。
最後の一文に見えるように「喜劇の戦争」において、モリエールは作品内容の批判だけでなく、誹謗中傷に等しい攻撃も受けていた。それは例えば、ジャン・ドノー・ド・ヴィゼの『ヌーヴェル・ヌーヴェル( Nouvelle Nouvelle )』の中に該当する記述を見つけることができる:
…あの男がほとんどすべての作品でなぜあれほど、コキュの亭主を嘲り、あれほど自然に焼きもち亭主を描くのかといえば、彼自身がそんな連中の一人だからです…
同じような記述は、モンフルーリの『コンデ公邸での即興劇』にも見受けられる:

| 誰の本がお望みかって？これは驚いた！                       |
| モリエールのさ、決まってるだろう！モリエールのさ、彼のだ、 |
| 彼のだよ、今の世の、この道化作家のものだ、                 |
| 風俗を嘲り笑うこの作家のさ、まるで遠慮会釈なく、           |
| 片っ端から滑稽なやつをありのままに描くこの男、             |
| コキュの亭主の禍いの元、当世のおどけ者、                   |
| 人々めがけて襲いかかるこのファルスの主人公、               |
| 風俗を描くとなれば博識あふれた霊感の持ち主で、             |
| 自分が描く人々そっくりに見えるあの男のだ！                 |

モンフルーリは、ブルゴーニュ劇場の有名な俳優であった。ブルゴーニュ劇場とモリエール劇団は競争関係にあり、ブルゴーニュ劇場の俳優たちはその大げさでクサい演技で当時有名だった。モリエールが自然な演技を良しとしたのと対照的であり、本作でもその演技を俎上に載せて批判している:

## 日本語訳
- 『ヴェルサイユ即興』（『女房学校 他二篇』 所収）、辰野隆･鈴木力衛訳、岩波文庫、1957年
- 『ヴェルサイユの卽興劇』 奥村実訳、（モリエール全集 第三卷 所収）、中央公論社、1934年
- 『ヴェルサイユ即興劇』秋山伸子訳、（モリエール全集 3 所収）、臨川書店、2000年

## 翻案
- 『喜劇/稽古芝居』草野柴二訳、（モリエエル全集 中巻 所収）、金尾文淵堂・加島至誠堂、1908年
  - 元版　『喜劇/稽古芝居』草野柴二訳、明星 1905年11月号掲載